# Kartelblad
Kartelblad (Pedicularis) is een geslacht van kruidachtige planten uit de bremraapfamilie (Orobanchaceae).
Het geslacht telt ongeveer zeshonderd soorten verspreid over het noordelijk halfrond. Twee soorten, het heidekartelblad (Pedicularis sylvaticum) en het moeraskartelblad (Pedicularis palustris) komen, zij het zeldzaam,  ook in België en Nederland voor.

## Naamgeving en etymologie
- Synoniem: Pediculariopsis Á.Löve & D.Löve.

De botanische naam Pedicularis is afgeleid van het Latijnse 'pediculus' (luis), naar het bijgeloof dat het eten van de plant door vee zou leiden tot besmetting door luizen.

## Kenmerken
Kartelbladen zijn een-, twee- of meerjarige, kruidachtige planten. Het zijn halfparasieten, die met zuignappen aan de wortels (haustoria) de wortels van waardplanten binnendringen en water en voedingszouten opnemen.
De plant heeft dikwijls een wortelrozet en meerdere, verspreid-, tegenover- of in kransen staande, meestal veerdelige tot geveerde stengelbladeren. De onderste bladeren zijn dikwijls langgesteeld, naar boven toe worden ze zittend. Zelden zijn de bladeren ongedeeld met gladde of getande randen.
De bloeiwijze is terminale of in de oksels geplaatste tros. De schutbladen lijken op de stengelbladeren maar zijn eenvoudiger en korter. De tweeslachtige bloemen zijn tweezijdig symmetrische en bestaan uit een dubbel bloemdek. De kelkbladeren zijn gefuseerd tot een klok of beker, met min of meer twee lippen, de rand diep verdeeld tot meestal vijf ongelijke kelktanden.

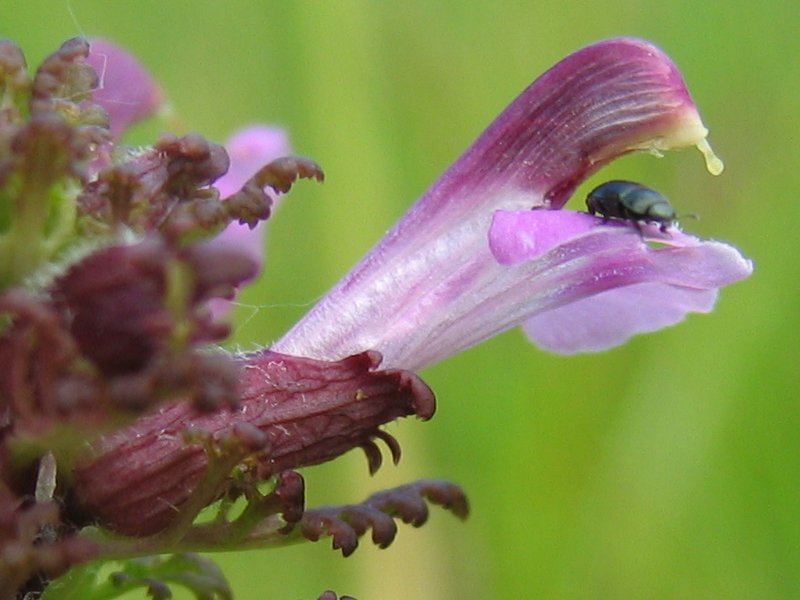
Moeraskartelblad (P. palustris), detail bloem

De kroonbladeren zijn eveneens versmolten tot een tweelippige, sikkel- tot spiraalvormige buis. Ze zijn meestal paars, roze, rood, geel of wit gekleurd. De bovenlip is tot een kap gebogen, zijdelings samengedrukt en afgerond, afgekapt, of voorzien van een lange snavel of meerdere tanden. De bovenlip is bij vele soorten langs voor gezien wat naar links afgebogen. De onderlip heeft drie gelijkvormige lobben.
In de kap van de bovenlip bevinden zich vier kale of behaarde meeldraden.
De vrucht is samengedrukte doosvrucht die veel zaden kan bevatten. De zaden hebben een netvormig geribbelde oppervlak.

## Taxonomie
Het geslacht Pedicularis is  in 1753 door Carl Linnaeus in zijn Species plantarum opgenomen. In 1930 werd door Francis Whittier Pennell het moeraskartelblad, Pedicularis sylvatica L.,  als lectotype beschreven.
Het geslacht wordt tegenwoordig in de bremraapfamilie (Orobanchaceae) geplaatst. Eerder werd het tot de helmkruidfamilie (Scrophulariaceae) gerekend.
Het geslacht telt ongeveer zeshonderd soorten. Wat volgt is een beperkte soortenlijst:
- Pedicularis gyroflexa (Wollig kartelblad)
- Pedicularis kerneri
- Pedicularis lapponica (Laplands kartelblad)
- Pedicularis oederi (Bont kartelblad)
- Pedicularis palustris (Moeraskartelblad)
- Pedicularis rosea (Roze kartelblad)
- Pedicularis rostratospicata (Vleeskleurig kartelblad)
- Pedicularis sceptrum-carolinum (Karels scepter)
- Pedicularis sylvatica (Heidekartelblad)
- Pedicularis tuberosa (Knolkartelblad)
- Pedicularis verticillata (Kranskartelblad)

## Verspreiding en habitat
Het geslacht komt voor in bijna alle arctische, subarctische en alpiene gebieden van het noordelijk halfrond. Het centrum van de biodiversiteit is gelegen in de bergen in het zuidwesten van China, met 352 soorten, waarvan 271 endemisch.
Kartelbladen kunnen door hun halfparasitische levenswijze gedijen op droge plaatsen, hoewel zij zelf geen aanpassingen hebben ontwikkeld om verdamping te voorkomen.
... · 
P. gyroflexa (Wollig kartelblad) · 
P. kerneri · 
P. lapponica (Laplands kartelblad) · 
P. oederi (Bont kartelblad) · 
P. palustris (Moeraskartelblad) · 
P. rosea (Roze kartelblad) · 
P. rostratospicata (Vleeskleurig kartelblad) · 
P. sceptrum-carolinum (Karels scepter) · 
P. sylvatica (Heidekartelblad) · 
P. tuberosa (Knolkartelblad) · 
P. verticillata (Kranskartelblad) · 
...
... · 
Bartsia · 
Castilleja · 
Euphrasia (Ogentroost) · 
Lathraea (Schubwortel) · 
Melampyrum (Zwartkoren) · 
Odontites (Helmogentroost) · 
Orobanche (Bremraap) · 
Pedicularis (Kartelblad) · 
Parentucellia · 
Rhinanthus (Ratelaar) · 
...